# Certima jelskii
Certima jelskii är en fjärilsart som beskrevs av Charles Oberthür 1883. Certima jelskii ingår i släktet Certima och familjen mätare. Inga underarter finns listade i Catalogue of Life.